# Euphonia hirundinacea
Az Euphonia hirundinacea a madarak osztályának verébalakúak (Passeriformes) rendjébe és a pintyfélék (Fringillidae) családjába tartozó faj.

## Rendszerezése
A fajt Charles Lucien Jules Laurent Bonaparte francia ornitológus írta le 1837-ben.

## Alfajai
- Euphonia hirundinacea caribbaea A. R. Phillips, 1966
- Euphonia hirundinacea gnatho (Cabanis, 1861)
- Euphonia hirundinacea hirundinacea Bonaparte, 1838
- Euphonia hirundinacea suttoni A. R. Phillips, 1966[2]

## Előfordulása
Mexikó, Belize, Costa Rica, Guatemala, Honduras, Nicaragua, Panama és Salvador területén honos. Természetes élőhelyei a szubtrópusi vagy trópusi síkvidéki esőerdők és száraz erdők, valamint szántóföldek és vidéki kertek. Állandó, nem vonuló faj.

## Megjelenése
Testhossza 10 centiméter.
|  |  |

## Természetvédelmi helyzete
Az elterjedési területe rendkívül nagy, egyedszáma nagy, viszont csökken. A Természetvédelmi Világszövetség Vörös listáján nem fenyegetett fajként szerepel.